# Erysimum senoneri
Erysimum senoneri là một loài thực vật có hoa trong họ Cải. Loài này được (Reut.) Wettst. mô tả khoa học đầu tiên năm 1889.